# Chavares Flanigan
Chavares Alexander Flanigan (Hanover Park, 10 aprile 1996) è un cestista statunitense.